# El estudiante de Salamanca
El estudiante de Salamanca es un poema narrativo de 1704 versos de José de Espronceda cuya versión completa se publicó en 1840, aunque desde 1837 el autor fue dando a conocer varias partes del mismo. Su argumento es sencillo e incluye el mito de Don Juan Tenorio, la locura de la protagonista, la impresionante ronda espectral, la visión del propio entierro y la mujer transformada en esqueleto, es decir, motivos ya recogidos por otros escritores, y muchas ocasiones adaptados de la tradición popular. El autor introduce varias novedades como son el uso arriesgado de los versos, la mezcla de géneros y un protagonista cínico y rebelde. En su momento el poema trasgredió los cánones estéticos y fue de vanguardia.

## Estructura
Consta de cuatro partes. La primera parte es un prólogo en el que se asiste a un duelo de dos personajes desconocidos, y más tarde a la presentación del protagonista, Don Félix de Montemar. Será, según el autor, "un segundo don Juan Tenorio" por lo que será descrito como un mujeriego, irreligioso, impío, tahúr, arrogante, prepotente e incrédulo.
En la segunda parte el lector asiste a las quejas de amor de Elvira, una muchacha que como muchas otras cayó en el engaño de don Félix. Usando sus artimañas de seductor, le prometió que si se entregaba a él sería su esposo, sin embargo, una vez consiguió lo que quería huyó dejando a Elvira. Finalmente, Elvira acabará muriendo de amor por el protagonista dejando una carta.
La tercera parte introduce al lector en una partida de cartas entre cinco jugadores. Entrará en escena don Félix de Montemar, quien no dudará en vender objetos que eran de Elvira (un collar y un retrato) para poder jugar una partida. Durante el transcurso del juego, aparecerá otro personaje, Don Diego, hermano de doña Elvira que viene a vengarla.
La cuarta parte se inicia con el duelo entre don Felix y don Diego, donde este último muere. Remite a ese "prólogo" de la primera parte. Andará vagando por las calles hasta que se encuentre al espectro de una mujer cubierta con un velo. Como buen don Juan, iniciará su conquista intentando averiguar quién es la mujer, y acabará siguiéndola por un paseo que simbólicamente puede ser el paseo hacia el más allá, pues el personaje verá cómo todo a su alrededor cambia (transporta a lugares donde los fantasmas y las ánimas caminan sin rumbo).
Finalmente llegarán a una mansión abandonada donde don Félix asistirá a su propio entierro. A pesar de todo lo descrito, don Félix mantendrá su actitud altanera sin dejarse impresionar, dando a entender que si eso es obra de Dios o del Diablo, prefiere enfrentarse a este segundo. Seguirán caminando hasta llegar a un lugar sin cielo, sin estrellas, lo que puede entenderse como el purgatorio. Para más tarde llegar a un palacio que deberán traspasar. Caerán en un torbellino que los llevará a la tumba de Elvira. Don Félix avanzará hacia el espectro que, inclinado sobre su tumba, llora. Y comprobará que el retrato que poseía de Elvira, también llora. En el momento en que el protagonista llegue hasta el espectro, un coro de espectros los rodearán cantando felices que la esposa ha encontrado a su mujer. Don Félix seguirá manteniendo su actitud prepotente y altanera, incluso se permitirá burlarse de don Diego cuando este aparezca para comunicarle que debe casarse con Elvira.
El espectro femenino alargará la mano para tomar la de don Félix, y este sentirá cierto temor al notar el frío, optará pues por quitarle el velo. Descubrirá con horror que la dama que hasta ahora lo ha acompañado no es más que un esqueleto, y a pesar de sus esfuerzos por huir, la dama acabará besándolo. Don Félix se dará cuenta de que en realidad él también murió en ese instante.

## Tradición literaria
El poema de Espronceda recoge varios tópicos de la tradición literaria del romanticismo. La personalidad de “don Juan” del personaje, puede estar inspirada en El burlador de Sevilla, y su arrogancia recuerda a don Jorge en Santa Juana.
La escena de doña Elvira convertida en un esqueleto espectral, puede estar influida por El esclavo del demonio de San Gil de Áurea, donde Don Gil se encuentra con el esqueleto de Leonor. También se puede encontrar esta figura en relatos del Renacimiento y el Barroco. Por ejemplo, en Jardín de flores curiosas de Antonio de Torquemada, o La constante cordobesa de Gonzalo de Céspedes. En esta escena, Don Félix, instigado por la curiosidad y su afán de conquistas, al alzar el velo de la dama, descubre una repugnante calavera que sellará su matrimonio con un beso, fundiéndolos en un remolino vertiginoso, preludio de un castigo imponente.
La visión del propio entierro es la parte central del poema. Sus orígenes pueden estar en El purgatorio de San Patricio de Calderón de la Barca. Es de suponer que acudiera a la fuente de El golpe en Vago de José Joaquín de Mora.
El aquelarre espectral también puede ser observado con una diferencia mínima en La sinfonía fantástica de Hector Berlioz en el tiempo final, donde también se reúnen gran cantidad de seres sobrenaturales y demoníacos donde se entremezclan gemidos, gritos y carcajadas.